# Марквас Ігор Йосипович
І́гор Йо́́сипович Марква́с (17 жовтня 1967 — 12 лютого 2015) — старший лейтенант Збройних сил України.

## Життєвий шлях
Закінчив Одеський національний політехнічний університет, з родиною проживав у місті Снігурівка. 
У часі війни — старший лейтенант, командир взводу 79-ї окремої аеромобільної бригади.
12 лютого 2015-го бійці батальйону зайшли в село Логвинове, що лежить на трасі Дебальцеве — Артемівськ, для проведення «зачистки» територій від залишків незаконних збройних формувань та виявили в лісосмузі танки противника. Внаслідок штурму в село по центру вдалося увійти лише 2 ротам 30-ї бригади, бійці якої взялися встановлювати контроль над Логвиновим, зазнаючи втрат. Контроль над Логвиновим встановити не вдалося — дії військовиків скувала ударами ворожа артилерія, підрозділ десантників 79-ї бригади (мав синхронно увійти в село з флангу) потрапив під танковий обстріл; загін же 24-ї бригади взагалі не дістався Логвинового.
Загинув у бою за Логвинове. Тоді ж полягли Андрій Браух, Андрій Камінський, Анатолій Поліщук, Роман Мельничук, Володимир Панчук, Анатолій Поліщук, Володимир Самоленко, Володимир Суслик, Микола Сущук, Володимир Шульга.
Без Ігоря лишилась мама, дружина, доросла донька.
Похований у Снігурівці.

## Нагороди та вшанування
- Указом Президента України № 76/2016 від 1 березня 2016 року — орденом Богдана Хмельницького III ступеня (посмертно)[1]